# Leones del Habana
Leones del Habana est un club cubain de baseball fondé en 1874 et dissous en 1961. Le club basé à La Havane est d'abord connu sous le nom d'Habana Base Ball Club puis de Rojos del Habana et de Leones del Habana. Vainqueur de la première édition du championnat en 1879, Habana compte 30 titres en 74 participations (22 fois deuxième et 16 fois troisième).

## Palmarès
- Champion de Cuba (30) : 1878-79, 1879-80, 1882-83, 1884-85, 1885-86, 1886-87, 1888-89, 1889-90, 1891-92, 1898-99, 1900-01, 1901-02, 1902-03, 1903-04, 1908-09, 1911-12, 1914-15, 1918-19, 1920-21, 1921, 1926-27, 1927-28, 1927-28, 1932-33, 1940-41, 1943-44, 1947-48, 1950-51, 1951-52, 1952-53
- Série des Caraïbes (1) : 1952

## Histoire
Natif de la Havane en 1850, Esteban Enrique Bellan.  est le premier joueur cubain à jouer en ligues majeures aux États-Unis en 1871. Il porte les couleurs des Troy Haymakers (1871-1872) puis des New York Mutuals (1873). De retour à Cuba en 1874, c'est lui qui met en place les premiers clubs à la Havane et à Mantanzas. Le premier match inter-clubs dont la mémoire garde des traces écrites est l'opposition entre le Habana Base Ball Club et Mantanzas qui se tient le 27 décembre 1874 (victoire de la Havane par 51 à 9).